# Asociación Social y Deportiva Justo José de Urquiza
A Asociación Social y Deportiva Justo José de Urquiza é um clube de futebol argentino, fundado em 8 de junho de 1936 e sua sede fica em Loma Hermosa, no partido de Tres de Febrero, na província de Buenos Aires. Atualmente participa da Primera B Metropolitana, a terceira divisão do futebol argentino para as equipes diretamente afiliadas à Associação do Futebol Argentino (AFA), entidade máxima do futebol na Argentina. Seu estádio é o Ramón Roque Martín e conta com capacidade aproximada para 2.500 pessoas.
Seus rivais clássicos são o UAI Urquiza de Villa Lynch (com seu mesmo nome, mesmas cores e mesma localidade) com quem fazem o Clásico de los Urquiza e o General Lamadrid.

## História
O J. J. Urquiza nasceu da fusão de três clubes: Club Social, Club Atlético Unión e Club Atlético Caseros. Como nome da nova entidade foi pensado a de um herói argentino e a escolha foi Justo José de Urquiza, general militar, político argentino e presidente da Argentina entre 1854 e 1860. O primeiro campo de futebol foi o que pertencera ao Club Atlético Unión, construído em 1923 e localizado em Caseros, que após a fusão passou a pertencer a nova entidade.
Em 1937, começou a participar dos campeonatos da Associação do Futebol Argentino (AFA) entrando na disputa do Tercera de Ascenso, terceira e última divisão da época. Com a mudança nas divisões do futebol argentino em 1950, o clube passou a disputar a quarta divisão que era agora o novo patamar da Tercera de Ascenso (Primera D).
Consegui seu primeiro acesso em 1952 por conta da reestruturação do sistema de ligas de futebol da Argentina e passou a disputar a Primera C (Segunda de Ascenso) do ano seguinte, além disso, o clube também foi vice-campeão da Primera D (Tercera de Ascenso) daquele ano.. Ao finalizar a temporada de 1958 da Primera C (Segunda de Ascenso) na décima sexta posição da tabela final de posições, o clube acabou caindo para a Primera D (Tercera de Ascenso) pelos promédios. Consegui seu segundo acesso em 1963, novamente para a Primera C (Segunda de Ascenso), aproveitando uma nova reestruturação do sistema de ligas de futebol da Argentina. Voltou a ser rebaixado para a Primera D na temporada de 1977 da Primera C.
Em 1988, o Jota (apelido do clube) subiu para novamente para a Primera C com a conquista do Torneo Reducido (octogonal) da Primera D de 1987–88. Por conta dos poucos recursos econômicos, o clube acabou sendo rebaixado na temporada seguinte para a Primera D. Acabou sagrando-se campeão da Primera D de 1994–95 e voltou a subir para a Primera C com a conquista.
Em 9 de junho de 2018, depois de vencer o Club Argentino de Quilmes, nos pênaltis na final do Torneo Reducido da Primera C de 2017–18, o clube ficou com octogonal e com o vice-campeonato da temporada e subiu pela primeira vez em sua história para a Primera B Metropolitana.

## Presidentes
- 1936–1937: Juan Carlos Pena
- 1937–1939: José L. Vázquez
- 1939–1946: Emilio Buceta
- 1946–1951: Víctor H. Spinetta
- 1951–1957: Herminio Rosetti
- 1957–1959: Héctor Arena
- 1959–1964: Herminio Rosetti
- 1964–1968: Doralio Marisi
- 1968–1969: Doralio Marisi, Juan Acebrás (em exercício)
- 1969–1970: José L. Vázquez
- 1970–1971: Gerardo Berensztein
- 1971–1972: Gerardo Berensztein, Humberto del Monte Mar (em exercício)
- 1972–1974: Santiago Silva
- 1974–1976: Oscar Ferrari
- 1976–1977: Remo J. Vassia
- 1977–1978: Remo J. Vassia, Dante H. Spinetta (em exercício)
- 1978–1980: Jaime Borodovsky
- 1980–1981: Jaime Borodovsky, Hugo Tiedemann (em exercício)
- 1981–1985: Francisco E. Scolaro
- 1985–1990: Jorge Hugo Aroldo
- 1990–1992: Francisco E. Scolaro
- 1992–2006: Ramón Roque Martín
- 2006–2008: Raúl Cobian
- 2008–2010: Adrián Zaffaroni
- 2010–2012: Cristian Fernández
- 2012–2014: Eugenio Alejandro Evans
- 2014–2016: Eugenio Alejandro Evans
- 2016–2018: Adrian Zaffaroni
- 2018–2020: Adrian Zaffaroni

Fonte: Site oficial do clube.

## Estádio

### Antigo estádio
O que viria a ser o primeiro estádio do clube pertencia desde 1923 ao Club Atlético Caseros, no entanto, em 8 de junho de 1936, uma fusão de três clubes deu origem ao Justo José de Urquiza e com isso, ele herdou o palco do Club Atlético Caseros. Só que em 1980 a ditadura militar expulsou o Justo José de Urquiza de seu campo. No entanto, em 1987, já em tempos de democracia no país, representantes do partido de Tres de Febrero concederam 6 hectares no bairro Libertador (partido de Tres de Febrero), para que construísse seu novo campo de esporte.

### Novo e atual estádio
Na tarde de sábado do dia 13 de agosto de 1994 foi inaugurado no bairro Churruca, Loma Hermosa, o atual estádio do clube, o Estádio Ramón Roque Martín, no bairro Libertador. O palco que foi apelidado de "La Cueva" tem capacidade aproximada para 2.500 espectadores. O campo de futebol mede 100 x 66 metros.

## Temporadas no Campeonato Argentino
Dados até a temporada de 2018–19.
- Primera División: 0 (nenhuma)
- Primera B Nacional: 0
- Primera B: 1 (2018–19 até hoje)
- Primera C: 44 (1953 a 1958, 1964 a 1977, 1988–89 e 1995–96 a 2017–18)
- Primera D: 38 (1937 a 1952, 1959 a 1963, 1978 a 1987–88 e 1989–90 a 1994–95)

## Títulos

### Campeonato Argentino
- Primera D (4): 1994–95
- Copa de Competencia de Tercera División (1): 1937

### Outras conquistas
- Acesso à Primera C por conta da reestruturação (1): 1952, 1963
- Acesso à Primera C pelo Torneo Reducido (2):  1987–88
- Acesso à Primera B pelo Torneo Reducido da Primera C: 2018